# Rudy Demotte
Rudy Demotte (Ronse, 3 giugno 1963) è un politico belga, membro del Partito Socialista. Coinvolto in istituzioni di lingua francese, è bilingue francese - olandese.
Dal 20 marzo 2008 è Ministro presidente del governo della comunità francofona ed è stato Ministro presidente della Vallonia dal 19 luglio 2007 al 22 luglio 2014.
Nel dicembre 2009, Rudy Demotte ha annunciato la sua volontà di stabilirsi a Tournai, per presentarsi nelle liste elettorali locali. Nell'ottobre 2012 è diventato sindaco di Tournai.

## Biografia

### Origini e formazione
Demotte viene da umili origini ed è figlio di padre vallone e di madre fiamminga. È cresciuto nel comune vallone di Flobecq e nel comune fiammingo di Brakel. Parla perfettamente l'olandese.
Ha studiato scienze politiche e relazioni internazionali all'Université Libre de Bruxelles (ULB). Ha conseguito il diploma nel 1986 con una tesi sulla storia del Partito dei Lavoratori Belgi (fr. Parti Ouvrier Belge, nl. Belgische Werkliedenpartij) nell'Hainaut occidentale.

### Vita privata
È sposato con Maria Gueorguieva Miltcheva, nata a Dobrič, con la quale ha due figli.

## Attività politica
Demotte ha fatto carriera nel Partito Socialista. Nel 1985 è stato segretario dei Giovani Socialisti e dal 1986 al 1992 ne è stato presidente. Dal 1988 al 1990 ha lavorato nel gabinetto di Philippe Busquin. Ha ricoperto varie funzioni negli anni '90 all'interno della federazione socialista di Ath-Tournai-Mouscron (Hainaut occidentale). Da allora è diventato uno dei più importanti politici socialisti in Belgio.

### Ministro nei governi Verhofstadt I e II
Nel luglio 1999 viene nominato Ministro federale dell'economia e della ricerca scientifica. È il più giovane ministro del governo Verhofstadt I.
Con la nomina del secondo governo di Guy Verhofstadt nel luglio 2003, Rudy Demotte divenne di nuovo ministro federale, questa volta incaricato della sanità pubblica e degli affari sociali, succedendo a Frank Vandenbroucke. Durante questo periodo, gli viene chiesto di affrontare questioni delicate, come la prescrizione obbligatoria di farmaci generici laddove possibile.
Dal 2004 al 2007, Rudy Demotte sarà all'origine di drastiche misure economiche, che hanno permesso non solo un ritorno all'equilibrio della sicurezza sociale, ma di liberare il surplus: [sicurezza sociale].

### Candidato sindaco di Tournai e Ministro presidente della Comunità francofona e Vallonia
Nel 2010, Demotte è stato eletto presidente della sezione locale del PS a Tournai. In questa occasione, ha annunciato che voleva candidarsi nelle elezioni comunali del 2012 per la carica di sindaco di Tournai.
Dopo le elezioni del 25 maggio 2014, il PS ha deciso di affidare la guida della Comunità vallone e francofona (Federazione Vallonia-Bruxelles) a due persone diverse. Mentre Rudy Demotte fu rieletto Ministro presidente della Comunità francofona, è stato sostituito da Paul Magnette (PS) come Ministro presidente della Vallonia.
Nel marzo 2011 Rudy Demotte è stato eletto presidente dell'Eurometropoli Lilla-Kortrijk-Tournai, subentrando a Martine Aubry, sindaco di Lilla. Diventa il primo vallone a guidare il gruppo europeo di cooperazione territoriale che lavora su questo spazio.

## Verbatim
(Rudy Demotte, parafrasando Francis Delpérée durante la presentazione dei suoi desideri alla popolazione e al mondo politico ed economico della Vallonia Piccardia dal municipio di Tournai)